# Антропологія інститутів
Антропологія інституцій — це підгалузь соціальної антропології, присвячений вивченню інституцій у різних культурних контекстах.
Роль антропології в інститутах значно розширилася з кінця 20 століття. Значною мірою цей розвиток можна пояснити зростанням кількості антропологів, які працюють поза академічним середовищем, і зростаючою важливістю глобалізації як в установах, так і в галузі антропології. Антропологи можуть працювати в таких установах, як комерційні підприємства, некомерційні організації та уряди. Наприклад, культурних антропологів зазвичай наймає федеральний уряд Сполучених Штатів.
Два типи інституцій, визначені в галузі антропології, це загальні інституції та соціальні інституції. Загальні установи – це місця, які комплексно координують дії людей у них, і приклади загальних установ включають в’язниці, монастирі та лікарні. З іншого боку, соціальні інститути — це конструкції, які регулюють повсякденне життя індивідів, наприклад спорідненість, релігія та економіка. Антропологія інституцій може аналізувати профспілки, підприємства від малих підприємств до корпорацій, уряд, медичні організації, освіту, в'язниці, та фінансові установи. Неурядові організації викликають особливий інтерес у сфері інституційної антропології, оскільки вони здатні виконувати ролі, які раніше ігнорувалися урядами або раніше усвідомлювалися сім’ями чи місцевими групами, намагаючись пом’якшити соціальні проблеми.
Типи та методи наукового дослідження в антропології інституцій можуть приймати різні форми. Інституційні антропологи можуть вивчати відносини між організаціями або між організацією та іншими частинами суспільства. Інституційна антропологія також може зосереджуватися на внутрішній роботі інституції, наприклад, на сформованих відносинах, ієрархіях і культурах а також на способах, якими ці елементи передаються та підтримуються, трансформуються або залишаються з часом. Крім того, певна антропологія інституцій вивчає конкретну структуру інституцій та їхню відповідну силу. Більш конкретно, антропологи можуть аналізувати конкретні події в установі, виконувати семіотичні дослідження або аналізувати механізми, за допомогою яких знання та культура організовуються та розповсюджуються.
У всіх проявах інституційної антропології спостереження учасників має вирішальне значення для розуміння тонкощів того, як працює інституція, і наслідків дій, вжитих окремими особами в ній. Водночас антропологія інституцій виходить за межі дослідження звичайної участі індивідів в інституціях, щоб з’ясувати, як і чому організаційні принципи розвивалися таким чином.
Антропологи, досліджуючи інституції, враховують низку загальних факторів. Зокрема, вони зважають на фізичне місце розташування дослідника, оскільки значущі взаємодії часто відбуваються у приватних умовах. Важливо також, що співробітники інституцій зазвичай зайняті на робочих місцях і можуть не мати достатньо часу, щоб обговорювати деталі своїх повсякденних обов'язків. Здатність осіб представити роботу установи в певному світлі або в певній рамці необхідно додатково брати до уваги під час використання інтерв’ю та аналізу документів для розуміння установи, оскільки участь антрополога може бути сприйнята з недовірою, коли інформація оприлюднення не контролюється безпосередньо закладом і може потенційно завдати шкоди.